# فرنان برونل
فرنان برونل (فرانسوی: Fernand Brunel‎; ۹ فوریهٔ ۱۹۰۷ – ۱۱ مارس ۱۹۲۷) بازیکن فوتبال اهل فرانسه بود.
از باشگاه‌هایی که در آن بازی کرده‌است می‌توان به اشاره کرد.